# Célé
Le Célé è un fiume francese del Sud del paese, che scorre nei dipartimenti del Cantal e del Lot. Affluente alla destra orografica del Lot, e dunque subaffluente della Garonna, il Célé è il dodicesimo affluente del Lot (dopo la Truyère).

## Geografia
Lungo 104,4 km, il Célé (dal latino celer, rapido) nasce nel Massiccio centrale a 713 m s.l.m. nel comune di Calvinet e sfocia nel Lot nel territorio comunale di Bouziès (Lot), nei pressi di Saint-Cirq-Lapopie.

## Idronomia
L'idronomo Célé potrebbe provenire dalla radice spagnola sala, radice pre-indo-europea sela, che designa un corso d'acqua o un pantano. Ernest Nègre ha avanzato l'ipotesi di celerem rivum (corso d'acqua rapido).

## Dipartimenti e comuni attraversati
Cantal
Calvinet, Saint-Constant, Maurs, Le Trioulou, Mourjou, Fournoulès, Cassaniouze.
Lot
Viazac, Linac, Saint-Jean-Mirabel, Bagnac-sur-Célé, Figeac, Marcilhac-sur-Célé, Lunan, Corn, Camboulit, Boussac, Brengues, Saint-Sulpice, Espagnac-Sainte-Eulalie, Béduer, Cabrerets, Orniac, Sauliac-sur-Célé, Saint-Chels, Bouziès.

## Principali affluenti
- Il Lafage: (5,9 km)
- il Ressègue: (22,4 km)
- la Rance: (35,9 km)
- il Veyre: (32,9 km)
- il Bervezou: (24 km)
- il Drauzou: (22,6 km)
- la Sagne: (11,3 km)

## Idrologia

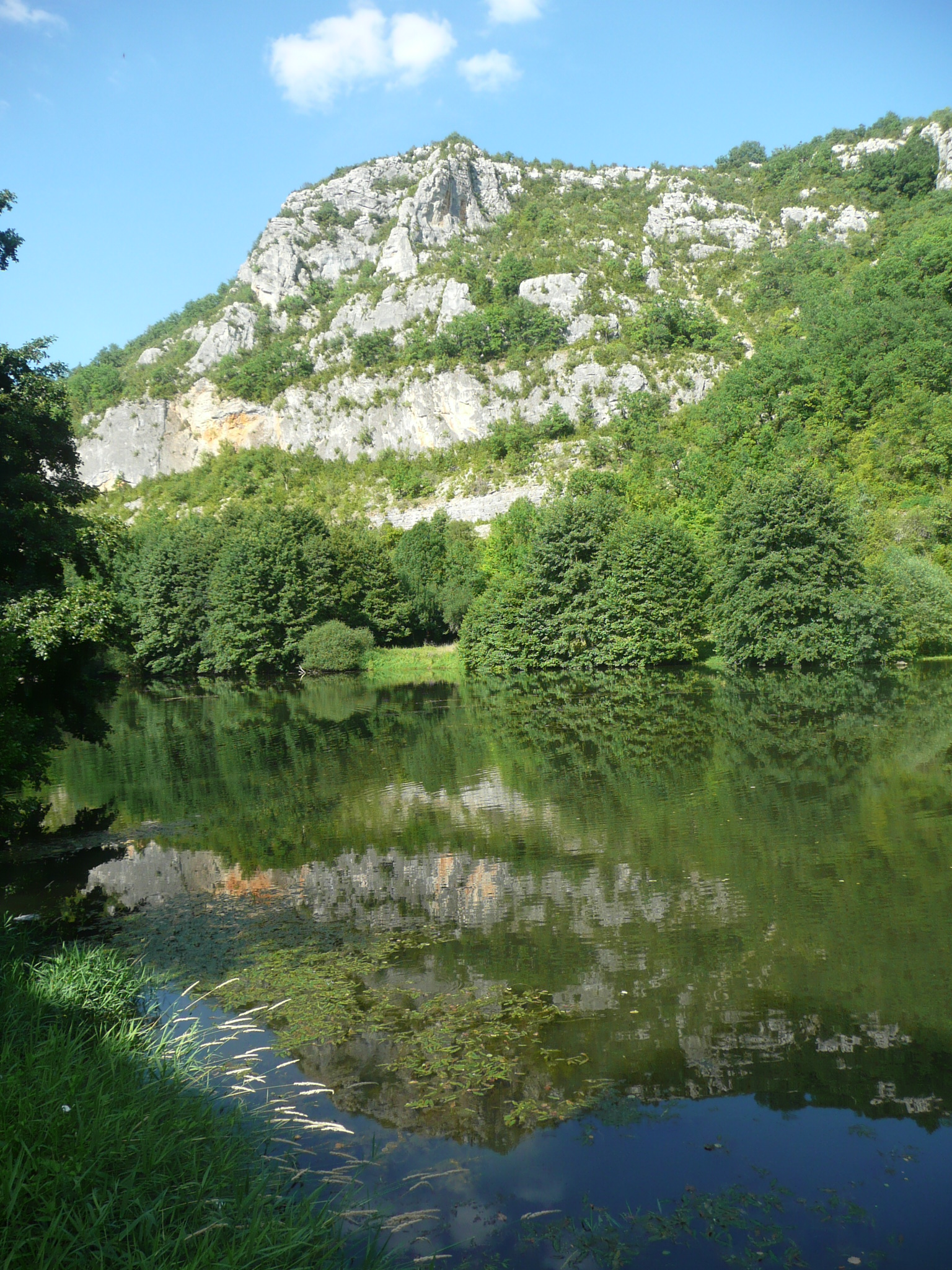
Il Célé a Marcilhac

Il Célé ha un regime pluviale, che spiega le forti differenze di portata, le inondazioni brutali durante i temporali, che possono assumere talvolta un carattere catastrofico.
Il fiume scorre con una forte pendenza (210 m di dislivello su 136 km di percorso) ed il suo bacino è piuttosto ridotto ed omogeneo. La portata dipende quindi molto dalle precipitazioni, che si ripercuotono rapidamente sul corso d'acqua.
Il Célé è un fiume abbondante di acqua, come la maggior parte dei corsi d'acqua aquitani originati dal massiccio centrale. La sua portata è stata osservata per un periodo di 37 anni (1971-2007), a Orniac, località posta non lontano dalla sua confluenza con il Lot. Il bacino idrografico del fiume è di 1210 km².